# Schoutedenomyia argentiventris
Schoutedenomyia argentiventris är en tvåvingeart som först beskrevs av Enrico Adelelmo Brunetti 1920.  Schoutedenomyia argentiventris ingår i släktet Schoutedenomyia och familjen stilettflugor. Inga underarter finns listade i Catalogue of Life.